# نادي أفريكان ستارز
نادي أفريكان ستارز لكرة القدم غالبًا ما يُعرَف باسم أفريكان ستارز ، أو ما يمكن ترجمته "نجوم افريقيا"، هو نادي كرة قدم ناميبي مقره مقره ويندهوك عاصمة ناميبيا تأسس في عام 1952 يلعب حاليا في دوري ناميبيا الممتاز.

## تاريخ النادي
تم أنشاؤه سنة 1952 و سبق له الفوز مرة ببطولة نامبيا 4 مرات وبكأس ناميبيا 5 مرات، لقب الفريق سامبا بويز (اولاد السامبا) و هو أكثر الفرق شعبية في ناميبيا.

## البطولات

### بطل ناميبيا
2008–09, 2009–10, 2014–15, 2017-18

### كأس ناميبيا
2007, 2010, 2013, 2014, 2018

## مشاركات أفريقية

### رابطة ابطال افريقيا
مرة واحدة: 2018

### كأس الكونفيدرالية الأفريقية
مرة واحدة :2014

## وصلات خارجية
صفحة الفريق على سوكر واي